# Negozio di dischi

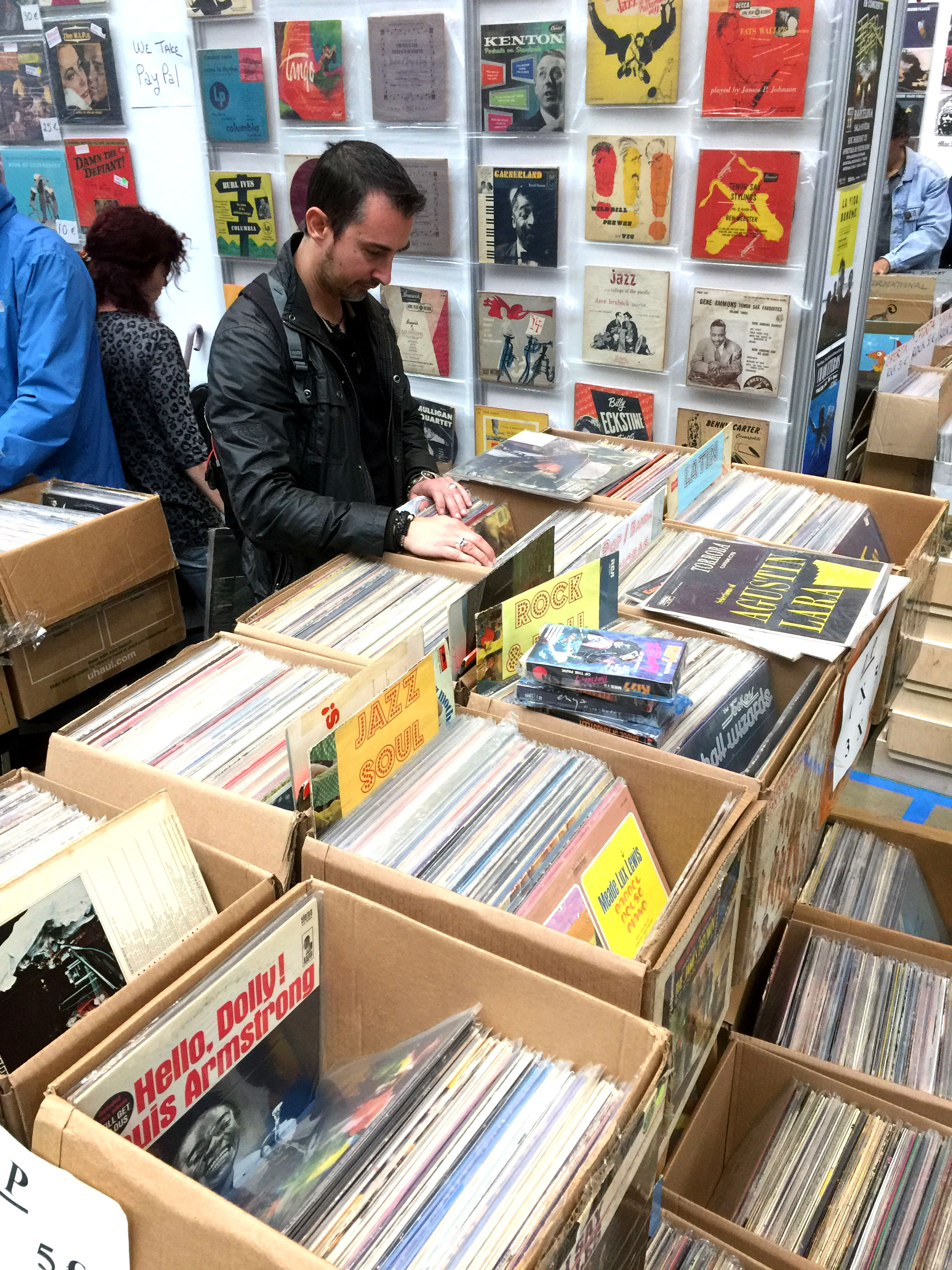
Negozio di dischi a Barcellona

Un negozio di dischi è un punto vendita al dettaglio che vende musica registrata su diversi supporti. Originariamente, a partire dalla fine del ventesimo secolo, tali punti vendita distribuivano solo dischi per grammofono. Ma nel corso del XX secolo, i negozi di dischi si sono gradualmente aggiornati ai nuovi formati sviluppati dall'innovazione tecnologica, come stereo8, musicassette e compact disc (altrimenti detti CD). Dal XXI secolo, i negozi di dischi vendono principalmente CD, dischi in vinile e, in alcuni casi, DVD di film, programmi TV, cartoni animati e concerti. Alcuni negozi di dischi vendono anche articoli correlati alla musica come poster di band o cantanti, articoli di abbigliamento correlati e persino merchandising come borse e tazze da caffè.

## Storia
Secondo molti, il più antico negozio di dischi del mondo è lo Spillers Records di Cardiff, in Galles, che venne fondato nel 1894. In quel periodo e all'inizio del XX secolo, i negozi di dischi vendevano solo dischi per grammofono. Ma nel corso del XX secolo, si aggiornarono ai nuovi formati sviluppati dall'innovazione tecnologica, come nastri a otto tracce, musicacassette e compact disc (altrimenti detti CD). Negli anni novanta, quando i CD divennero il supporto più popolare, in molti paesi come quelli in lingua italiana o inglese continuarono a usare il termine "negozio di dischi" (o "record shop") per descrivere un negozio che vendeva registrazioni audio. Nel XXI secolo si è assistito alla rinascita del vinile, ma, la nascita del World Wide Web e di piattaforme virtuali come Spotify ha causato una battuta di arresto all'intero mercato discografico.

## Negozi indipendenti
Molti clienti preferiscono acquistare vinili da piccoli negozi di dischi indipendenti con una selezione più ampia rispetto ai grandi magazzini. In molti paesi, tra cui il Regno Unito e gli Stati Uniti, il business dei negozi di dischi specializzati è in forte espansione con centinaia di aperture dal 2013 al 2016. La contea di Los Angeles ha attualmente più negozi di dischi indipendenti di qualsiasi altra contea negli Stati Uniti con oltre 50 negozi che vanno da Amoeba Records a Hollywood (che si definisce il "più grande negozio di dischi indipendente del mondo") a The Record Parlour, dove i clienti possono acquistare, produrre ed eseguire musica.